# Milton Obote
Apollo Milton Opeto Obote (28. prosince 1925 – 10. října 2005) byl ugandský politik, dvakrát prezidentem (1966 – 1971, 1980 – 1985) a předsedou vlády v letech 1962 – 1966.

## Biografie
Obote začal svoji politickou kariéru spolu s Jomem Kenyattou v Keni poté, co mu bylo zamítnuto studium práv v USA britskou koloniální vládou. Po svém návratu do Ugandy založil 1955 Ugandský národní kongres (UNC) a 1958 byl zvolen do koloniální legislativy. 1959 se UNC rozdělila a Obote se stal předsedou nově vytvořeného Ugandského lidového kongresu (UPC). Po několika letech Obote jako vůdce opozice uzavřel koalici s Baganda Royalist Party a byl zvolen 1961 premiérem. Tento úřad převzal 25. dubna 1962. Spolu s Edwardem Mutesou vůdcem Bagandy coby prezidentem, dosáhla Uganda v říjnu 1962 nezávislosti.
Jako premiér byl Obote zapleten do pašování zlata spolu s Idim Aminem, což byl toho času zástupce velitele ugandské armády. Když parlament požadoval vyšetření této kauzy a zároveň zbavení pravomocí Idiho Amina, zrušil Obote ústavu a nechal zatknout některé členy svého kabinetu. Obote byl zbaven nařčení, přesto na vzniklé napětí mezi ním a Mutesou, který ho kritizoval za zrušení ústavy, reagoval pučem a sám se 2. března 1966 prohlásil prezidentem.
Obote byl druhým ugandským prezidentem v postkoloniální době. Jeho vedení bylo však silně destabilizováno armádou. 25. ledna 1971 byl sesazen generálem Idim Aminem.
Po invazi vojsk Tanzanie v dubnu 1979, která měla za následek sesazení Amina se Obote v září 1980 opět prosadil ve volbách a stal se podruhé prezidentem. Jeho vláda však nepřinesla mnoho klidu a v chaosu občanské války zemřelo odhadem 100 000 - 300 000 obyvatel země.
Byl opětovně svržen 25. července 1985 armádou a sice generály Baziliem Okellem a Titem Okellem, uprchl do Tanzanie a poté do Zambie. V srpnu roku 2005 se opět stal vůdcem UPC, ale svůj slib, že se do konce roku vrátí do Ugandy, již nedodržel.
Umírá 10. října v Johannesburgu (JAR) na selhání ledvin.
Jeho manželka Miria Obote byla po jeho smrti zvolena předsedkyní UPC, při kandidatuře na úřad prezidenta však získala necelé 1 procento hlasů.